# Labirynt namiętności (film)
Labirynt namiętności (hiszp. Laberinto de pasiones) – hiszpańska komedia erotyczna z 1982 roku w reżyserii Pedra Almodóvara. Zdjęcia kręcono w Madrycie i w Andaluzji (plaża Agua Amarga w prowincji Almería).

## Obsada
- Cecilia Roth jako Sexilia
- Imanol Arias jako Riza Niro
- Helga Liné jako Toraya
- Marta Fernández Muro jako Queti
- Fernando Vivanco jako doktor
- Ofelia Angélica jako Susana
- Ángel Alcázar jako Eusebio
- Concha Grégori jako Angustias
- Cristina Sánchez Pascual jako dziewczyna Eusebio
- Fabio McNamara jako Fabio
- Antonio Banderas jako Sadec
- Luis Ciges jako sprzątacz
- Agustín Almodóvar jako Hassan
- María Elena Flores jako Remedios
- Ana Trigo jako Nana